# Observatoire astronomique australien
Pour les articles homonymes, voir AAO.
L'Observatoire astronomique australien, anciennement Observatoire anglo-australien (AAO, respectivement en anglais Australian Astronomical Observatory et Anglo-Autralian Observatory) est un observatoire astronomique optique, dont le siège se situe dans la banlieue de Sydney en Australie. Il est issu d'une collaboration entre le Royaume-Uni et l'Australie, et abrite un télescope de 3,9 m (Anglo-Australian Telescope, ou AAT) et un autre de 1,2 m (UK Schmidt Telescope, ou UKST) à l'observatoire de Siding Spring près de Coonabarabran. Depuis 2010, il est entièrement financé par l'Australie.
En plus de diriger les deux télescopes, l'équipe mène des recherches astronomiques, dessine et construit des instruments astronomiques pour leurs propres télescopes, mais aussi pour le Very Large Telescope de l'observatoire européen austral, ou le télescope japonais Subaru sur le Mauna Kea à Hawaii.
L'observatoire a été pionnier dans l'utilisation des fibres optiques en astronomie, afin de conduire la lumière issue de plusieurs sources dans le champ de vue du télescope vers un spectrographe. Le spectrographe 2dF peut enregistrer des spectres de près de 400 objets simultanément, sur un champ de 2° (4 fois le diamètre apparent de la pleine Lune), alors que le spectrographe 6dF peut enregistrer le spectre de 150 objets dans un champ de 6°. Les observations du décalage vers le rouge des galaxies et des quasars (2dFGRS et 2QZ, respectivement 2dF Galaxy Redshift Survey et 2dF Quasar Redshift Survey) ont révélé le déplacement de 245 000 galaxies et 23 000 quasars, sondant ainsi la structure de l'Univers et étayant la théorie du Big Bang.